# Thomas Daniell
Thomas Daniell (* 1749 in Kingston upon Thames; † 19. März 1840 in Kensington (London)) war ein englischer Maler und Radierer, der besonders für seine Darstellungen indischer Städte und Landschaften bekannt ist.

## Leben
Er wurde 1749 im Chertsey Inn, dem Wirtshaus seines Vaters geboren, und begann nach einer Ausbildung als Kutschenbauer 1770 mit einer Lehre bei einem Londoner Wappenmaler. In seinen Londoner Jahren zeichnete er auch zahlreiche Stadtansichten, von denen einige in der Royal Academy of Arts ausgestellt wurden. Auch führte er in dieser Zeit seine Neffen William und Samuel Daniell an die Malerei heran.
1784 ging er, begleitet von seinem Neffen William Daniell, im Auftrag der Ostindienkompanie nach Indien und ließ sich in Kalkutta nieder. In den folgenden zehn Jahren unternahm er mehrere Reisen durch Indien und hielt seine Eindrücke in zahlreichen Zeichnungen und Gemälden fest. Nach seiner Rückkehr gab er mehrere seiner Zeichnungen als handkolorierte Aquatinta-Drucke heraus. Insgesamt erschienen im Rahmen der sechsteiligen Serie Oriental Views (1795–1808) 144 solcher Drucke, die den exotistischen Zeitgeist trafen und sich so beim englischen Kunstpublikum sehr gut verkauften; 1799 wurde Daniell zudem in die Royal Academy aufgenommen.
Auch seine späteren Druckserien (A picturesque Voyage to India, by the Way of China, 1810; The Oriental Annual, 1834–39) hatten zumeist exotische Landschaften zum Thema.

## Abbildungen
(Auswahl)

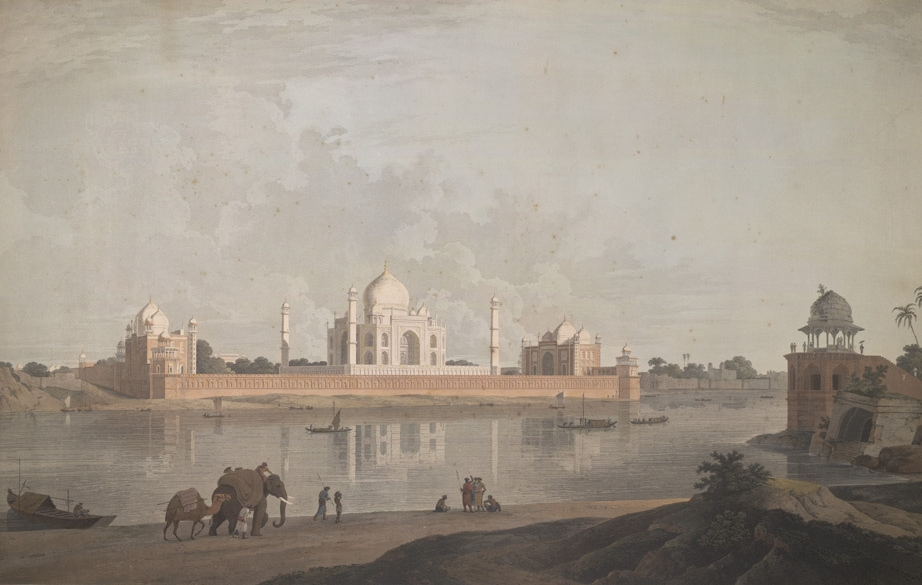
Taj Mahal
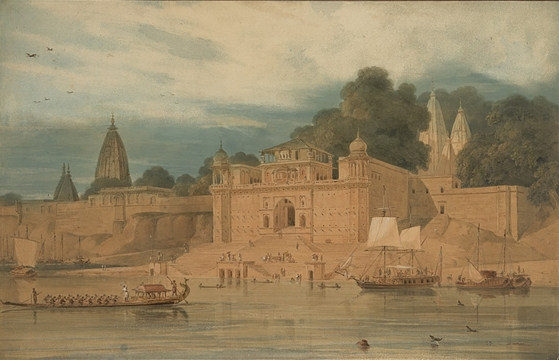
Shivala Ghat, Benares
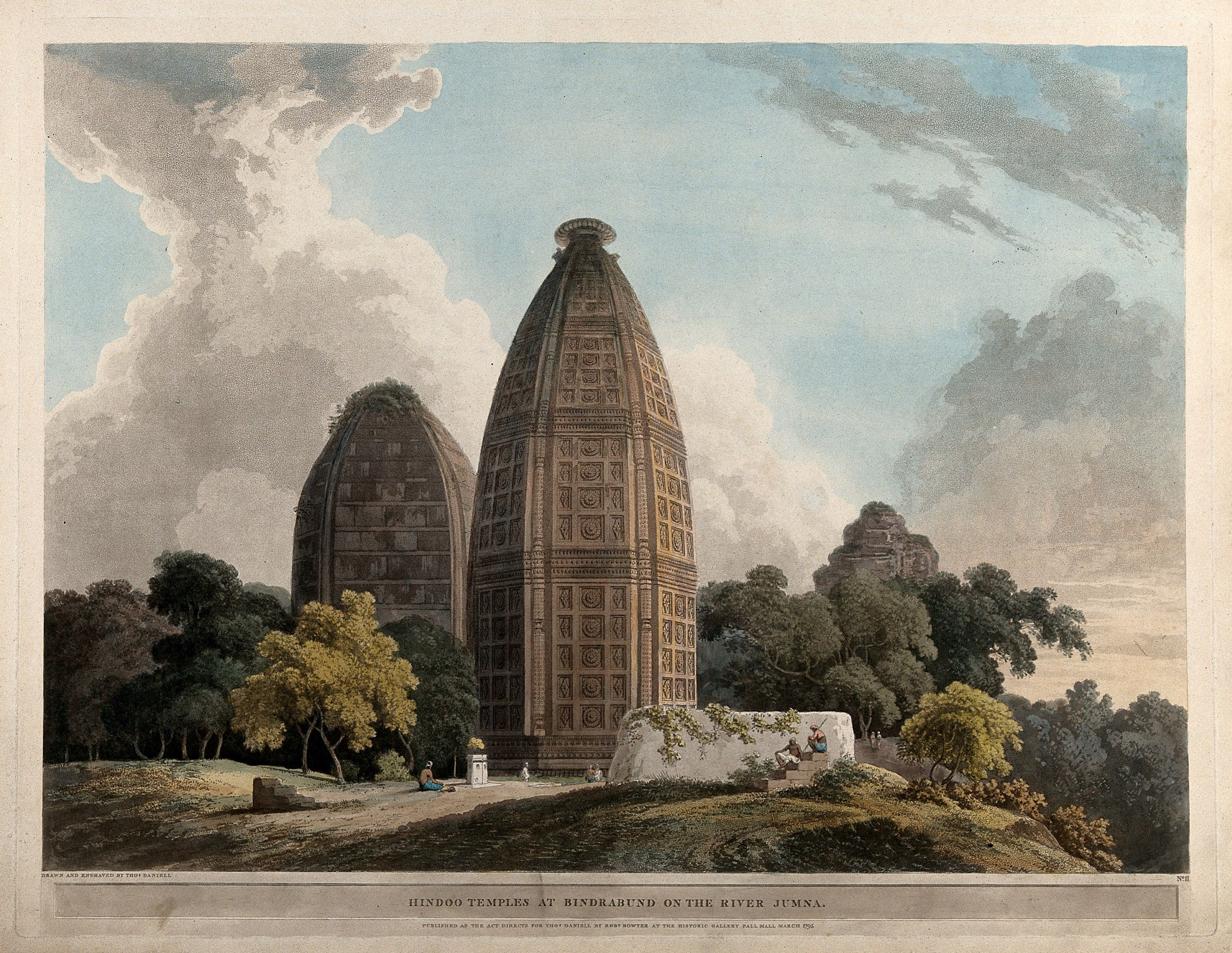
Hindu-Tempel bei Jumna
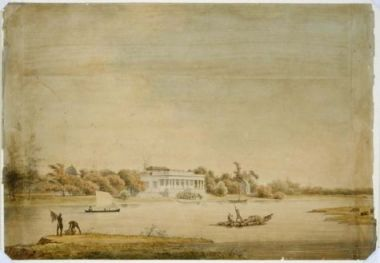
Gouverneurspalast in Indien
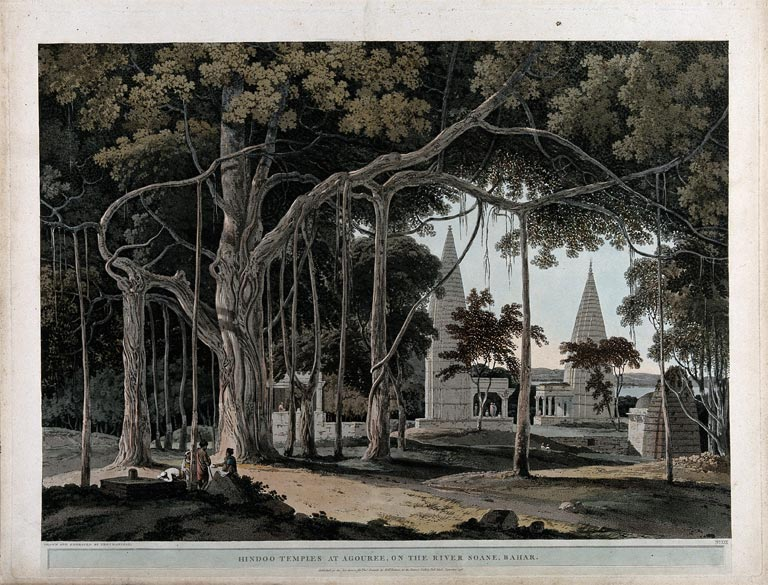
Feigenbaum und Hindutempel
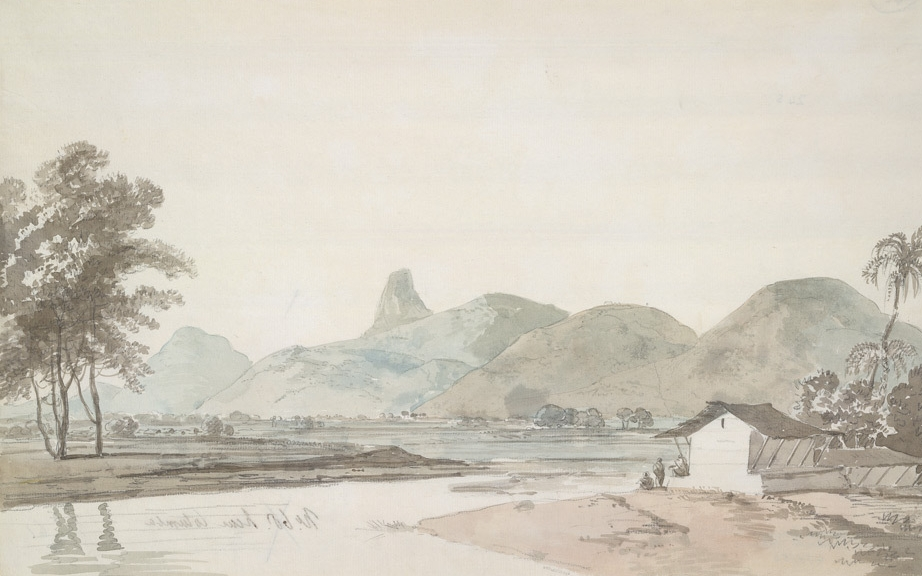
Südindische „Landschaftsansicht“
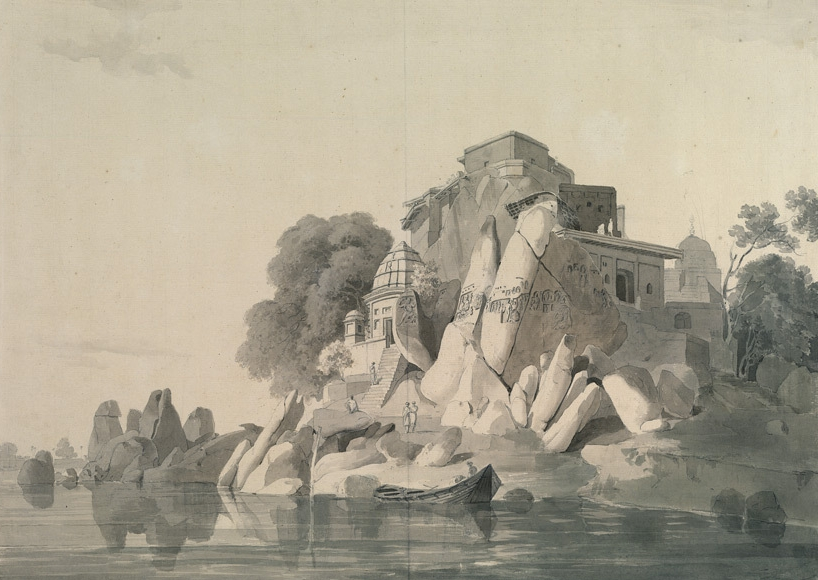
Der „Fakirfelsen“ im Ganges
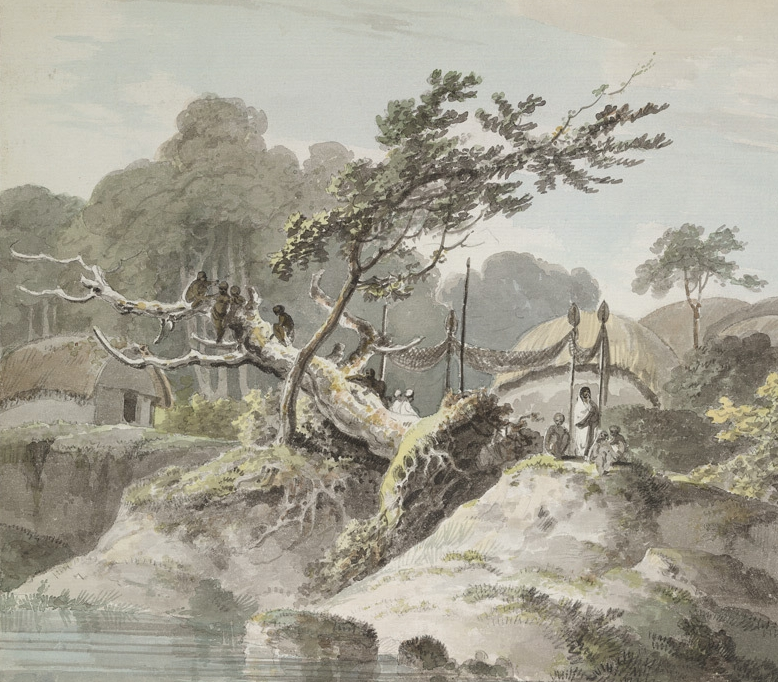
Dorf in Bengalen